# Hawker Danecock
L'Hawker Danecock fu un biplano realizzato dall'azienda britannica Hawker Aircraft per l'aviazione e la marina della Danimarca negli anni venti, l'aereo fu derivato dai progetti del Hawker Woodcock.

## Storia

### Design e sviluppo
Nel 1925 il governo danese commissionò la costruzione di tre velivoli simili al Woodcock, ma con un certo numero di migliorie da apportare al progetto originale. Sydney Camm apportò delle modifiche sia alle ali che alla cabina del pilota e ne risultò un aereo che, rispetto al Woodcock II, aveva ali di lunghezza diversa, fusoliera leggermente più lunga, un Armstrong Siddeley Jaguar IV come propulsore e due mitragliatrici danesi Madsen. Il prototipo volò la prima volta nel 18 dicembre del 1925 pilotato da George Bulman e tutti e tre i velivoli ordinati furono consegnati entro febbraio 1926.

### Impiego
Dopo aver ricevuto i tre aerei commissionati alla Hawker, la Danimarca ottenne anche la licenza per la produzione in proprio dei Danecock. Gli aerei danesi presero il nome di Dankok e furono costruiti nel 1927 dai cantieri navali reali danesi (Orlogsvaerftet). In totale vennero realizzati dodici esemplari di Dankok. Un velivolo, realizzato però in Inghilterra, infranse il record scandinavo di altitudine, raggiungendo quota 8.598 metri (28,208 ft). La flotta di 15 velivoli rimase in servizio fino al 1937, quando fu sostituita dai Hawker Nimrod. Un esemplare è conservato nel museo di Copenaghen.

## Utilizzatori
Danimarca
- Hærens Flyvertropper
- Marinens Flyvevæsen